# Dendropsophus koechlini

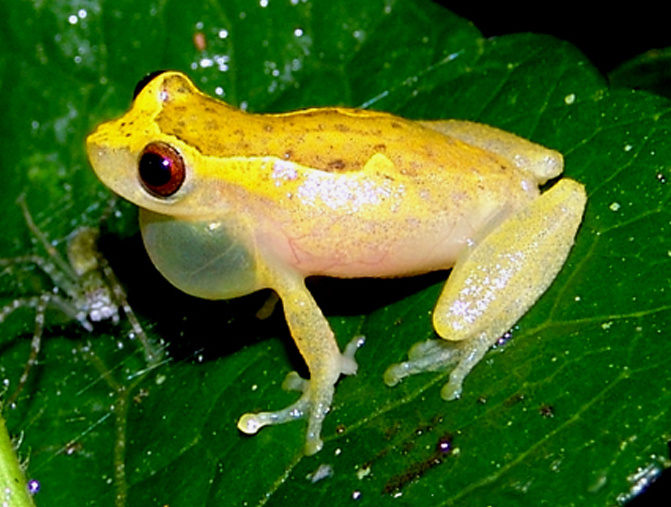
Fotografia d'un especimen de Dendropsophus koechlini.

Dendropsophus koechlini és una espècie de granota que viu a Bolívia, el Brasil, Perú i, possiblement també, Colòmbia.